# Kūh-e Zendeh
Kūh-e Zendeh är en bergstopp i Iran.   Den ligger i provinsen Sistan och Baluchistan, i den sydöstra delen av landet, 1 200 km sydost om huvudstaden Teheran. Toppen på Kūh-e Zendeh är 3 490 meter över havet.
Terrängen runt Kūh-e Zendeh är kuperad västerut, men österut är den bergig. Kūh-e Zendeh är den högsta punkten i trakten. Runt Kūh-e Zendeh är det mycket glesbefolkat, med 7 invånare per kvadratkilometer. Det finns inga samhällen i närheten. Trakten runt Kūh-e Zendeh består i huvudsak av gräsmarker.